# زاكاري د. كوفمان
زاكاري د. كوفمان (بالإنجليزية: Zachary D. Kaufman)‏ هو رائد أعمال أمريكي، ولد في 17 فبراير 1979.